# Monte Koroyanitu

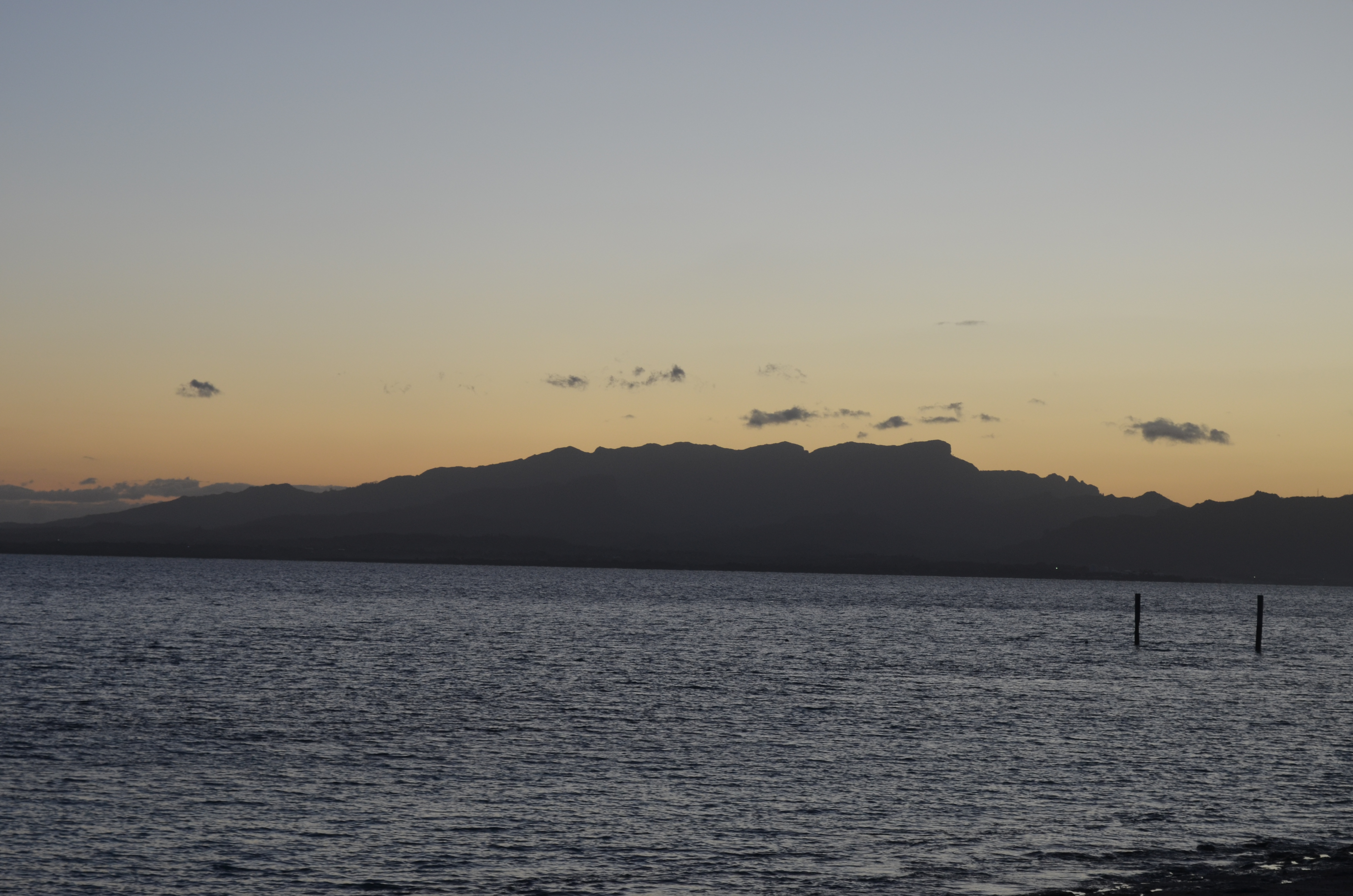
Monte Koroyanitu o monte Evans es una montaña situada en la localidad de Lautoka, en el estado insular de Fiyi, situado en la cordillera Evans en la División Oeste de la isla de Viti Levu.

El monte Koroyanitu o monte Evans es una montaña situada en la localidad de Lautoka, en el estado insular de Fiyi, situado en la cordillera Evans en la División Oeste de la isla de Viti Levu. Su altura es de 1195 m s. n. m. En fiyiano significa "Aldea del Diablo".